# 이시돌농촌사업개발협회
이시돌농촌사업개발협회는 이시돌 농촌산업개발협회, 이시돌 협회라고도 불리는 재단법인으로 축산 장려, 목야 개량, 생산물 가공 및 이에 수반되는 사회사업 및 육영사업을 목적으로 1962년 10월 26일 설립허가된 대한민국 농림축산식품부 소관의 재단법인이다. 사무실은 제주특별자치도 제주시 한림읍 금악리 116에 있다.

## 역사
이시돌 농촌산업개발협회는 미국에서 잉여농산물인 옥수수 4만5000t을 수입, 중산간 마을 인근에 양돈 개척농가단지를 조성하고 한림읍 금악리에 대규모 번식돈과 비육돈 양돈장을 개설, 양돈 개척 농가들의 양돈사업을 후원했다.
제주도에 대규모 양돈사업이 시작된 것은 1962년 발족된 이시돌 농촌산업개발협회에 의해서다. 제주산 돼지의 첫 수출도 이시돌협회에 의해 이뤄졌다. 1960년대 말 이시돌 농촌산업개발협회는 비육돈을 생돈으로 홍콩으로 수출했다.
이시돌 농촌산업개발협회의 홍콩 생돈 수출은 중국의 돼지 덤핑정책으로 오래 지속되지는 못했다. 그러나 이시돌 농촌산업개발협회는 1971년부터 일본에 돈육 수출을 개시했다. 일본 수출을 위해 금악리에 돼지도축장과 냉동저장시설을 완비했고, 돼지고기의 대일수출은 1977년까지 계속됐다.
특히 이시돌 협회는 양돈 개척 농가 단지 형성과 함께 한림읍 금악리에 대규모 번식돈 및 비육돈 양돈장을 개설하여, 1976년에는 협회에서 사육한 두수는 1만 2,700두에 이르렀다. 1970년대는 국내 돈육 가격 상승과 돈육 소비 증가, 배합 사료의 원활한 공급 등으로 전성기를 맞는다.
하지만 1978~1979년은 생산 과잉으로 양돈 파동을 겪게 된다. 다행히 1980년대 들어 돈육 수요 증가로 양돈업은 안정을 찾고 1990년대에는 사육 두수의 급격한 증가를 가져 온다. 1992년 축산 장기 발전 계획 수립에 따라 수출 양돈업의 체제 전환을 유도하였으며, 1997년에는 축산 조수입의 50%를 양돈업이 차지한다.
1997년 IMF로 양돈 사육 두수가 감소하였으나, 2000년 파주 지역 구제역 발생에도 불구하고 제주는 청정 지역 선포에 따른 청정 이미지 확산과, 2001년 구제역 청정 지역의 세계동물보건기구 인증 획득 등으로 급속히 발전하고 있다.

## 성이시돌
성이시돌 목장의 임피제 신부(神父)로 정식 이름은 패트릭 제임스 맥글린치(Patrick James Mcglinchey)다. 지난 1973년 제주도 명예도민증을 받으며 '임피제'라는 이름의 한국인이 됐다. 성이시돌의 이시돌(Isidore)은 독일계 유대인 자손 이시도르에서 유래된 것으로 보고 있다.
임피제 신부는 25세 때 사제 서품을 받고 1954년 제주에 첫 발을 내디뎠다. 당시 제주도는 6·25전쟁과 4·3사건 등으로 매우 빈곤하고 정신적으로도 피폐한 지역이었다. 신자들의 믿음을 길러주는 게 사제의 최우선 소명이었지만 가난에서 벗어날 수 있는 길을 터주는 일이 더 급했다.
하지만 '나랏님도 구제하지 못한다는 가난'을 벽안(碧眼)의 신부가 해결하는 것은 결코 쉽지 않았다.그래서 시도한 것이 지역신용협동조합 설립(한국에서 네번째)이다. 주민들의 사설 금융수단인 '계(契)'가 깨져 신자 한사람이 자살한 사건이 계기가 됐다.
그리고 한라산 중산간 개간을 통한 목축업 육성이 제주지역에서 가난을 물리칠 가장 중요한 방안으로 생각해 이에 몰두하게 된다. 이시돌 목장은 그런 연유로 탄생했으며 '돼지 신부님'이란 애칭도 이 때 붙여졌다.
사회적 소외(疎外) 계층의 복지에도 임피제 신부는 지대한 관심을 가졌다. 가난한 사람들을 위해 병원을 설립하고 경로당과 양로원(요양원), 유아원과 유치원, 청소년 시설인 성이시돌 젊음의 집도 그의 손을 거쳐 탄생했다. 사제이자 지역개발가이며  박애(博愛)의 정신으로 똘똘 뭉쳐 살아온, 제주에서의 지난 '60년 세월'이었다.

## 같이 보기
- 성이시돌목장